# Bomb Everything
Bomb Everything war eine britische Band aus London, die 1988 unter dem Namen Bomb Disneyland gegründet wurde.

## Geschichte
Die Band wurde im Jahr 1988 von Gitarrist und Sänger Mark Cooper und Bassist Mark „Prud“ Prytherch gegründet. Kurze Zeit später kamen Gitarrist Karl Bushel und Schlagzeuger Steve „Tash“ Gorse zur Band. Zusammen probten sie einige Lieder und nahmen ihr erstes Demo auf, das drei Lieder enthielt. Die Band erlangte dadurch einen Vertrag bei Vinyl Solution.
1989 erschien das Debütalbum Why Not?, das in den Loco Studios in South Wales innerhalb von drei Tagen aufgenommen und abgemischt wurde. Das Micky-Maus-Logo der Band bereitete Probleme mit den Hells Angels, da sich diese durch das Logo angegriffen fühlten. Daraufhin trugen noch andere Gangs dieses Logo zur Provokation der Hells Angels, sodass sich die Band um eine Änderung des Logos mit der Gang einigte. Nach einem Fernsehauftritt wurden Bomb Disneyland von einem Anwalt der Firma The Walt Disney Company kontaktiert, der auf eine Änderung des Bandnamens bestand. Um weiteren Querelen zu entgehen, änderten Bomb Disneyland ihren Namen in Bomb Everything. In der Zwischenzeit hatten Bushel und Gorse die Band verlassen und wurden durch den Schlagzeuger Scott Preece ersetzt. Die erste Veröffentlichung unter dem neuen Namen war das 1990er Album Guess What?.
1992 folgte das dritte und letzte Album The All Powerful Fluid, das im Laufe von drei Wochen eingespielt wurde und mit dem die Band einen stilistischen Wandel in Richtung Industrial Rock vollzog. Das Album wurde unter anderem mit den Werken von Ministry verglichen. Die dazugehörige Single Fountainhead erschien im selben Jahr.
Im Jahr 1993 löste sich Bomb Everything auf.

## Stil
Die Musik lässt sich nur schwer eindeutig einer Kategorie zuteilen und wurde anfangs vom Spin-Magazin als „Motörhead meets metal funk“ beschrieben. Auf ihrer letzten Veröffentlichung spielte die Band Industrial Rock, der sich jedoch insbesondere in seiner Produktionsart von bekannten Vertretern des Genres unterschied:

„Was uns allerdings von Formationen wie Ministry oder Revolting Cocks unterscheidet ist, dass sie programmierte Musik machen, elektronische Musik, und ihren Metal-Einfluss später darauf aufsetzen. Wir arbeiten genau andersherum. Unsere Musik basiert auf den Gitarren, mit einer leichten, elektronischen Ergänzung.“

## Diskografie

### Als Bomb Disneyland
- Why Not? (Album, 1989, Vinyl Solution)
- Nail Mary / Evangelist (Single, 1989, Vinyl Solution)

### Als Bomb Everything
- Guess What? (Album, 1990, Vinyl Solution)
- All Powerful Fluid (Album, 1992, Devotion Records)
- Fountainhead (Single, 1992, Devotion Records)